# Squatina tergocellatoides
Squatina tergocellatoides är en hajart som beskrevs av Chen 1963. Squatina tergocellatoides ingår i släktet Squatina och familjen havsänglar. IUCN kategoriserar arten globalt som sårbar. Inga underarter finns listade i Catalogue of Life.